# Brosmodorsalis
Brosmodorsalis is een monotypisch geslacht van straalvinnige vissen uit de familie van naaldvissen (Bythitidae).

## Soort
- Brosmodorsalis persicinus Paulin & Roberts, 1989